# ナンバンカラスウリ
ナンバンカラスウリ（南蛮烏瓜、Momordica cochinchinensis）は、中国南部からオーストラリア北東部、タイ王国、ラオス、ミャンマー、カンボジア、ベトナムに分布するつる植物である。別名ナンバンキカラスウリ、モクベツシ（木鼈子）。ベトナム語の名称からガック（gấc、IPA: [ɣək˦˥]）とも呼ばれる。

## 特徴
ナンバンカラスウリは雌雄異株のつる植物で、果実は普通長さ13 cm直径10 cmほどの球形から楕円形となる。熟した果実の表面は暗橙色で短い刺におおわれ、内部の仮種皮は暗赤色である。収穫期は比較的短く、12月から1月が最盛期となる。農村部の家の玄関や庭園の垣にからんで生えているのがよく見られる。

## 利用

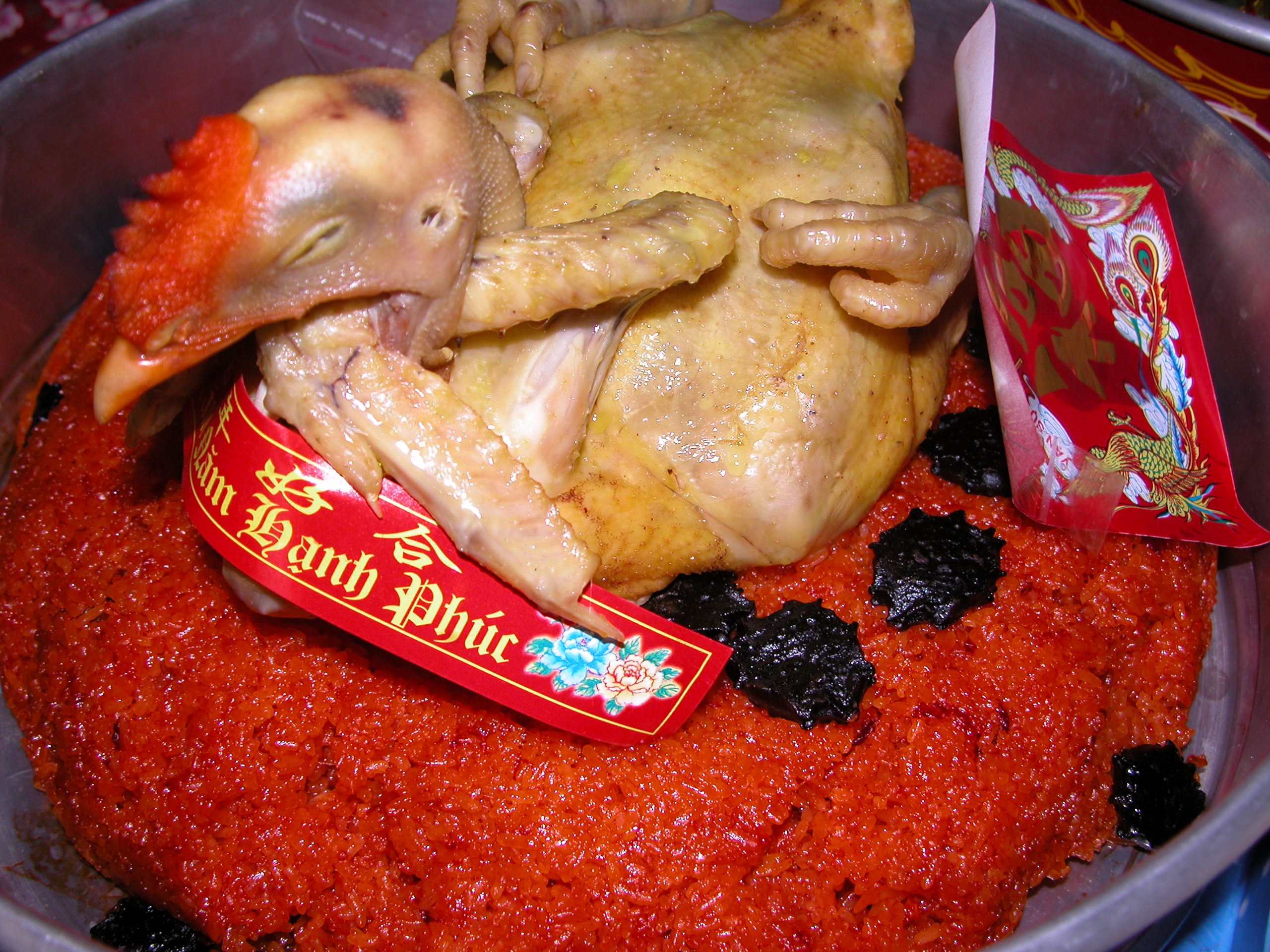
結婚式に供されるソーイ・ガック

ナンバンカラスウリの実は垣根に這わせている植物や自生している植物から収穫される。利用されるのは仮種皮と種子で、もち米と炊き込んでソーイ・ガック（xôi gấc）という濃い橙色の甘いおこわにすることが多い。ソーイ・ガックは、旧正月（テト）や結婚式などの慶事に供される料理である。米などと混ぜる前に、仮種皮と種子を取り出し、度数の高い酒をふりかけて下処理をすると仮種皮の赤色がより鮮やかになり、種子が外れやすくなる。ナンバンカラスウリの果実は薬用としても利用される。

## 栄養価
ナンバンカラスウリの果実はビタミンAの前駆体であるβ-カロテンのようなカロテノイドを豊富に含む。ナンバンカラスウリ由来のβ-カロテンを含む米料理を食べたベトナムの子供たちは、対照群と比較してβ-カロテンの血中濃度が高かった。ナンバンカラスウリの仮種皮に含まれる油脂には高濃度のビタミンEが溶けている。仮種皮の油に含まれる脂肪酸には、カロテノイドのような脂溶性の栄養素の吸収を促進する効果があるかもしれない。
仮種皮はβ-カロテンとリコペンを豊富に含むため、ナンバンカラスウリの抽出物はソフトカプセルに入ったサプリメントやミックスジュースとして販売されている。ナンバンカラスウリの果実はリコペンとβ-カロテンの他にも、ガン細胞の増殖を抑える効果がある可能性を持つタンパク質を豊富に含んでいる。また、トリプシンを阻害する効果がある可能性のあるMCoT-IとMCoT-IIという2種類のシクロチドが分離されている。